# Stefanowo (gmina Kazimierz Biskupi)
Stefanowo – wieś w Polsce położona w województwie wielkopolskim, w powiecie konińskim, w gminie Kazimierz Biskupi.
W latach 1975–1998 miejscowość administracyjnie należała do województwa konińskiego.
W 1882 roku istniał folwark Stefanowo (Stefanów). 
27 października 1975 roku kopalnia KWB Konin wykupiła pierwszą zagrodę pod odkrywkę węgla brunatnego. 